# Espada

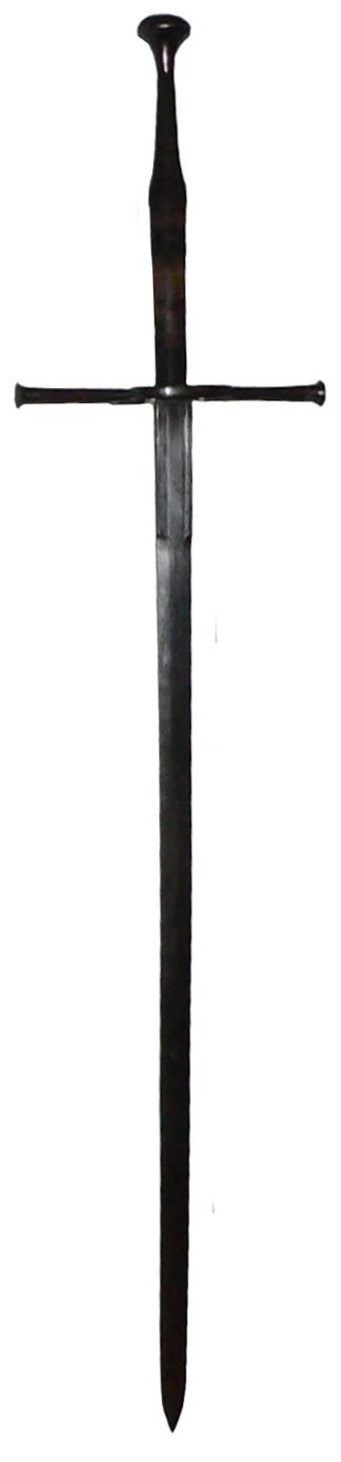
Uma montante suíça, do século XV ou XVI.

A palavra espada é comumente usada para se referir a uma série de "armas brancas" longas, formadas por uma lâmina e uma empunhadura para uma ou duas mãos; abrangendo, por extensão, objetos como o sabre, o florete, o gládio, o espadim e a katana, dentre outros. A espada, na verdade, é formada por uma lâmina comprida, de metal, com gume num ou nos dois lados, dependendo do tipo.

## Etimologia
A palavra é derivada do latim spatha (um modelo de espada usada no fim do Império Romano, bem como por um longo período da Baixa Idade Média), que, por sua vez, vem do grego antigo, spáthē (σπάθη).

## Características

Diagrama de uma espada típica e sua bainha.

A espada é formada basicamente por uma lâmina de metal, com gumes em ambos ou num dos dois lados, e uma ponta. Essa lâmina é fixada a um cabo, feito de metal ou madeira. Outrora, mestres forjadores europeus, árabes e orientais estabeleceram as regras principais da lâmina: concisa, formato variável, tenaz, resistente ao combate. Diversos materiais e forjaduras deram forma às espadas, do bambu ao titânio. Inicialmente utilizava-se uma espada curta e direta. Porém, ao longo da história existiram muitos outros tipos de espada com diferentes características variando desde o seu material até o seu formato, tamanho e o próprio processo de forja.
Estas variações conferiram-lhes várias diferenças em relação à resistência, durabilidade, manuseio e forma. Por exemplo, uma espada larga em tese teria maior poder de ataque, mas seria mais lenta do que uma espada mais fina e leve. Uma katana seria bastante boa para cortar e teria uma vasta combinação de ataques, devido à sua lâmina praticamente reta e com um gume, no entanto, não é boa para estocar. Um florete é bom para estocadas, porém só é possível atacar horizontalmente. Uma espada longa como uma espada montante seria boa para atacar a grande distância, mas é pouco ágil e bastante pesada, além de ser de difícil manuseio. Uma espada curva com a ponta pesada (cimitarra) é boa para atacar um oponente com cortes longitudinais, mas é, também, muito lenta. Já o punhal é bastante ágil, porém tem um curto alcance.

## História

### Pré-história
As espadas, ou seja, armas com lâmina de pelo menos trinta centímetros, são conhecidas desde a Idade do Bronze. São então divididas em quatro tipos, sendo o mais antigo o das "espadas de lâmina larga" da Idade do Bronze Inicial ou Média, na primeira metade do II milénio a.C..
Para a arqueóloga e historiadora Anne Lehoërff, a espada de bronze nasceu na Europa no II milénio a.C. (sendo as primeiras conhecidas as espadas de lâmina tripartida), e resultaria do alongamento das lâminas triangulares dos punhais de sílex como as usadas por Ötzi. É a “primeira arma da história” , de uso exclusivo, destinada a ferir, mutilar e assassinar inimigos, enquanto as lanças e flechas pré-históricas são destinadas à caça.
Na realidade, as primeiras armas que podem ser descritas como espadas datam do quarto milénio a.C.. As espadas encontradas durante escavações arqueológicas em Arslantepe, Turquia, pela arqueóloga Marcella Frangipane datam de cerca de 3100 a.C..
Durante muito tempo, a espada foi a principal arma para combate corpo a corpo, sendo usada tanto pela Infantaria quanto pela Cavalaria. Mesmo com o advento das armas de fogo, continuou a ser usada como instrumento bélico.
Seu significado permanece relevante na História Antiga e Moderna. Apesar de algumas unidades de polícia montada ainda adotarem a espada (inclusive para praças), atualmente ela é principalmente um elemento simbólico em celebrações militares. Representa a justiça e autoridade do oficial nas Forças Armadas. Em algumas artes marciais como o kenjutsu, a prática do manejo da espada é um veículo para o desenvolvimento espiritual.
Finalmente, há também o lado desportivo, representado por disciplinas como a Esgrima e o Kendo.

### Na esgrima olímpica
Designa especificamente uma das armas usadas, não sendo neste caso sinónimo de florete ou sabre, as outras disciplinas da modalidade.
- Peso máximo: 770g
- Comprimento máximo da lâmina: 90 cm
- Comprimento máximo total: 110 cm

### No mundo

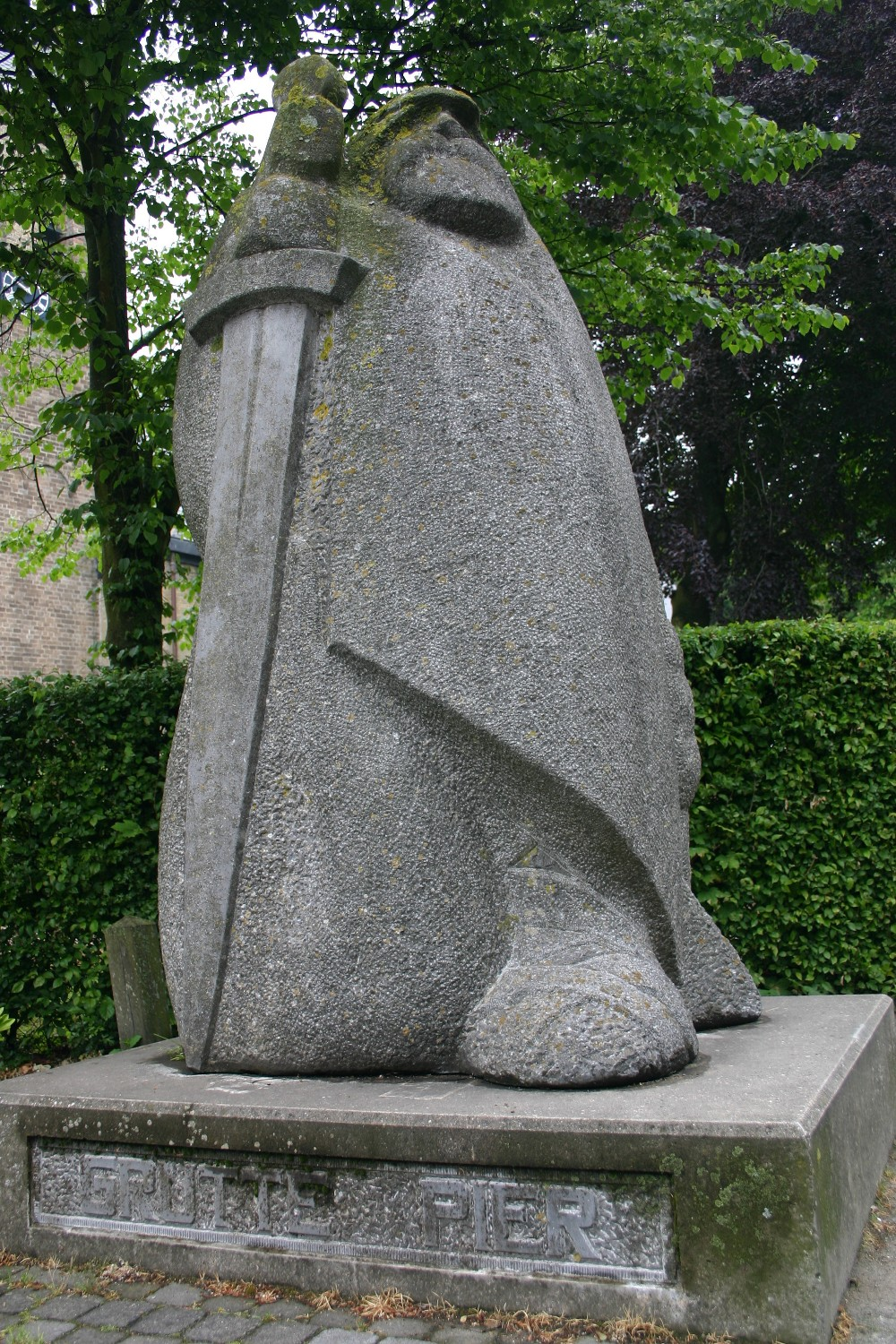
Estátua de Pier Gerlofs Donia, guerreiro lendário, segurando sua espada, cujo comprimento era de 213 centímetros.

Dependendo do país, as espadas podem ter formatos e tamanhos diferentes. No Japão, ela é conhecida como katana; as espadas japonesas são feitas artesanalmente e podem levar até um ano ou mais para ficarem prontas, contudo seu corte e peso são precisos para que seja possível manejá-las com extrema facilidade.
Talvez devido à influência da cultura de massa, em especial dos filmes de artes marciais e videogames japoneses, alimentou-se o mito de que as espadas ocidentais, de dois gumes e lâmina reta, eram pesadas e de difícil manejo, em comparação com a katana e outras armas orientais. A comparação entre peças históricas do Ocidente e do Oriente mostra muitas das vezes o contrário, no entanto. A espada foi popularizada, principalmente, pelos livros de histórias medievais.

### A espada na Idade Média
A espada era o instrumento bélico favorito na Idade Média (seguido pelo arco e pela lança). É uma arma de curto alcance e, pelos conceitos da época, bem perigosa.
A espada era utilizada em grande escala nessa época, nas Guerras Santas, nas batalhas contra os mouros etc.
Entre 1300 e 1550, durante o Renascimento, a espada era um instrumento bastante utilizado nos conflitos ocorridos na época, assim, novos projetos quanto à forma da lâmina foram desenvolvidos a um ritmo bastante rápido comparativamente com a Idade Antiga. Uma das alterações mais significativas foi o aumento do cabo, permitindo o uso a duas mãos, e, consequentemente, uma maior lâmina. Este tipo de espada, designada Langes Schwert (espada longa / montante) ou Spadone, era relativamente frequente entre 1350 d.C. e 1550 d.C.
Esta variante era uma espada especializada para perfurar as armaduras. O montante ou espada longa foi popularizado pela capacidade de circunscrever uma grande distância, de corte e de pressão, para além de permitir golpear o adversário do alto.
No século XVI, houve uma tendência significante no aumento do tamanho das espadas e na diminuição da armadura, visto que a força em conciliação com a rapidez seriam fulcrais para determinação da vida ou da morte.
Outra espada utilizada nesse período da história foi a Rapieira. Com uma lâmina comprida e estreita, esta espada foi popular desde o período Medieval até à Renascença, sendo a arma mais comum daquela época, principalmente em Itália, Portugal, Espanha e França nos séculos XVI e XVII.
Esta arma era ideal para golpes de perfurações, possuindo uma proteção guarda-mão. Apesar da sua finura, esta tinha a largura suficiente para cortar a golpe, no entanto o seu poder encontra-se na habilidade de perfuração. Estas características distinguem-nas das mais antigas espadas europeias de um punho como é exemplo o gládio. Este era diferente tanto no seu curto tamanho, como na espessura e capacidade de perfuração. O desenvolvimento da Rapieira começou em meados de 1500 nas cortes reais da Espanha, evoluindo para uma forma mais delgada, onde os guarda-mãos com filetes de metal extensivos de proteção da mão, com anéis que se estendiam deste pela lâmina, sofrendo uma pequena alteração. Esses mesmos anéis foram cobertos com chapas e eventualmente evoluíram para os punhos de copo da Rapieiras do século XVII.
Contudo, foi na Renascença que as armas de fogo tiveram o seu lugar. Estas, tal como o arcabuz, o bacamarte e o canhão de mão, foram introduzidas para combatentes individuais, o que determinou o destino da espada em todo o mundo.

## Tipos de espada

### Cimitarra
A cimitarra (scimitar em inglês, saif em árabe, shamshir no Irã, kilij na Turquia, pulwar no Afeganistão, talwar ou tulwar na Índia e Paquistão) é uma espada de lâmina curva mais larga na extremidade livre, com gume no lado convexo, utilizada por certos povos orientais, tais como árabes, turcos e persas, especialmente pelos guerreiros muçulmanos. É a espada mais típica do Oriente Médio e da Índia muçulmana.
Originária da Pérsia, foi adotada pelos árabes e espalhou-se por todo o mundo islâmico até o século XIV. É originalmente uma espada de cavaleiros e cameleiros: em muitos desses países, espadas retas continuaram a ser preferidas para guerreiros a pé ou para fins cerimoniais.
Comparável à katana japonesa, a cimitarra é, também, uma espada curva de um só gume, extremamente cortante e ágil, feita com aço da melhor qualidade.
Uma cimitarra típica tem de 90 centímetros a 1 metro de comprimento total e pesa de 1,0 kg a 1,5 kg.

### Alfange
O alfange (do árabe hispânico al-khanjar ou al-khanjal, que significa «o punhal») trata-se dum tipo de arma branca corto-perfurante de folha larga e curva, com gume só de um lado (o contragume, se o houver, poderá estar no último terço da lâmina), que se encontra a meio termo entre a espada de bordo europeia e os sabres asiáticos do próximo oriente, como os kilij turcos, e que, durante a Idade Média e até ao Renascimento, foi usada na Península Ibérica, boa parte do Mediterrâneo e primacialmente em Itália.
Apesar do nome de origem árabe trata-se de uma arma de origem europeia, usada já desde o século XI. Exactamente por só ter um gume ou, no limite, um gume e um terço de um contragume, não se deverá enquadrar na definição de espada em sentido estrito, apenas em sentido amplo, visto que as espadas, stricto sensu, são bigumes.

### Wakizashi
A wakizashi (também conhecida como Oo-wakizashi ou Naga-wakizashi) é uma espada curta japonesa, usada em conjunto com a katana pelos samurais.
Era usada principalmente em combates de curta distancia onde havia menos tempo para desembainhar uma arma, possibilitando assim um rápido ataque ao oponente, geralmente no joelho ou outras articulações no intuito de imobilizá-lo. Essa arma era utilizada também para a realização do seppuku.

### Montante
Uma montante é uma espada enorme que mede entre um metro e vinte (1,20 m) e dois metros (2 m) e pesa entre 1,5 e 3 kg. Foram utilizadas durante a Idade Média principalmente por guerreiros germânicos e escoceses. É manejada com ambas as mãos, com intento de golpear o adversário pelo alto ou de perfurar as armaduras pesadas da época. De forma geral eram carregadas em bainha presa às costas ou ao cavalo, conforme mostram diversas gravuras e quadros da época.

### Claymore

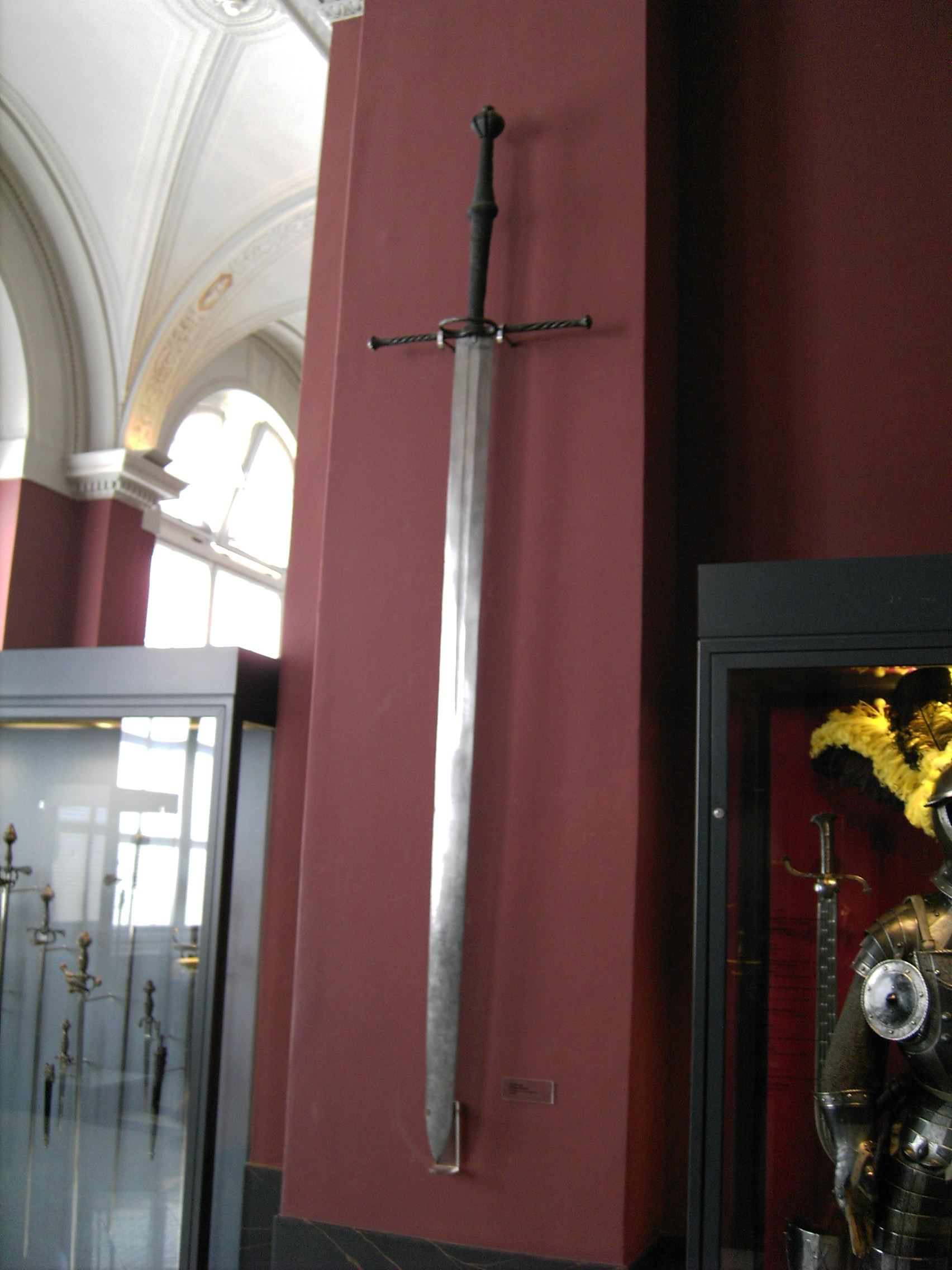

Claymore é uma variante escocesa da espada medieval montante utilizada durante os séculos XV e XVI.Possui gume duplo e é manejada com as duas mãos, impedindo o guerreiro de utilizar um escudo. A palavra claymore vem do gaélico escocês claidheamh mòr e significa espadão. A claymore é um tipo de espada montante, porém mais leve

### Zweihänder
Zweihänder (alemão para "duas mãos", também chamada Bidenhänder ou Bihänder), é uma espada de duas mãos usada majoritariamente durante o período do Renascimento.
Apesar de ter sido implementada na Alemanha no século XIV, ganhou notoriedade apenas no século XVI como a arma-símbolo dos lansquenês alemães da época de Maximiliano I, Sacro Imperador Romano-Germânico. Elas eram supostamente utilizadas pelas linhas de frente dos lansquenês, onde seriam usadas para cortar os piquetes e lanceiros adversários, cujas lanças representavam uma barreira difícil de ultrapassar para as armas normais e a cavalaria.
Talvez o mais conhecido portador da Zweihänder tenha sido Pier Gerlofs Donia, que a teria manejado com tamanha força, eficiência e habilidade que conseguiria decepar múltiplos oponentes com um único golpe. A Zweihänder que ele teria possuído está em exposição no Fries museum de Leeuwarden. Essa espada de Pier Gerlofs Donia tem 2,13 metros de comprimento e pesa cerca de 6,6 quilos.

### Rapieira
A rapieira, ou roupeira, é um tipo distinto de arma branca, uma espada comprida e estreita, popular desde o período Medieval até a Renascença, que se tornou a arma mais comum daquela época, principalmente na Espanha, Itália e Portugal nos século XVI e XVII.
Rapieiras são geralmente descritas como sendo espadas com a lâmina relativamente longa e fina, ideal para golpes de perfurações e uma proteção guarda-mão com complicados filetes de metal, o que a torna uma bela arma, podendo ser usada na esgrima artística. A lâmina pode ter largura suficiente para cortar a golpe, mas o poder da rapieira vem da sua habilidade de perfuração. A rapieira se parece com um florete, seu "descendente", mas é mais comprida, pesada e rija. Uma típica rapieira tem de 1m de lâmina até 1,5m, e com largura de apenas 2,5 centímetros.

### Florete
O florete é uma das três armas utilizadas na esgrima. É uma modalidade olímpica praticada por homens e mulheres, tanto individualmente como por equipas. O florete é a arma mais popular em esgrima e uma das primeiras escolhas na aprendizagem deste desporto.
A lâmina do florete é bastante flexível e tende a dobrar-se num toque contra o adversário, de forma a prevenir lesões. O comprimento médio das lâminas é de 89 cm. As pontas são rombas, por motivos de segurança, e integram um sistema eléctrico que permite a detecção automática dos toques.

### Sabre
O sabre (saber, em inglês americano) é um tipo de espada com uma lâmina curvada, normalmente associada com a cavalaria leve entre os séculos XVI e XIX, se popularizando durante a Guerras Napoleônicas. Originalmente associada a cavalaria da região da Europa Central, como os hussardos, se espalhando para a Europa Ocidental durante a Guerra dos Trinta Anos (1618–1648). Sabres leves também se tornaram populares entre a infantaria no século XVII. No século XIX, modelos menos curvados passaram a ser usados pela cavalaria pesada.

### Katana
A katana (刀?) ou em sua forma aportuguesada catana é uma tradicional Espada japonesa (日本刀, nihontō?)que foi usada pelos samurais do Japão antigo e feudal. A katana é caracterizado por sua aparência distintiva: uma lâmina curva, de um único fio com um protetor circular ou esquadrado e um cabo longo para acomodar duas mãos.

### Nodachi
Uma nodachi (野太刀:のだち?) é uma longa espada japonesa de duas mãos. "Nodachi" tem uma tradução parcial como "espada de campo de batalha". Contudo, alguns sugerem que o significado de "nodachi" é praticamente o mesmo que o do odachi: "grande/longa espada". Uma confusão entre os termos quase sinomizou "nodachi" com a enorme "odachi". Com isso, enquanto que o uso original do termo possa referir-se a qualquer tipo de espada longa de batalha (daito), incluindo o tachi, ele é frequentemente incorretamente aplicado à qualquer tipo de katana de grande tamanho.

### Ninja-tō
Ninja-tō (忍者刀?), ninjaken (忍者剣?), shinobi katana (忍刀?) (ou ainda nintō) é uma espada de um só fio utilizada pelos ninjas desde a época Naga.
O ninja-to se caracteriza por possuir lâmina ligeiramente mais curta, uma tsuka (empunhadura) mais longa. Apesar do que se acredita, a lamina da ninja-to não era reta. As ninja-to eram criadas a partir do manejo de peças de Katanas e Wakizashis obtidas pelos ninjas. A ninja-to era usada para diversos fins e não unicamente para combater, mas também escalar, escavar, como apoio, sua saya (bainha) também era usada para transportar documentos secretos ou pós cegantes. Por ser de lamina curta, mas levada dentro de uma saya (bainha) de tamanho normal, permitia um saque mais rápido que a da katana. Além do mais por ser de menor peso e mais curta permitia um manejo mais ágil, sobre tudo em distancias curtas e espaços confinados.

### Gládio
O gládio (em latim: gladius) era a espada utilizada pelas legiões romanas. Era uma espada curta, de dois gumes, de mais ou menos 60 cm, mais larga na extremidade. Era muito mais uma arma de perfuração do que de corte, ou seja, devia ser utilizada como um punhal, ou uma adaga, no combate corpo-a-corpo. Diz-se que era capaz de perfurar a maior parte das armaduras.
Segundo alguns historiadores [carece de fontes], podia ser arremessada graças à peça esférica em seu cabo, que balancearia a arma, o que a torna a única espada arremessável de que se tem notícia.

### Tai-chi
Espada tai chi é a tradução literal do termo chinês taijijian (chinês tradicional: 太極劍; chinês simplificado: 太极剑; pinyin: tàijíjiàn).
O termo se refere tanto a um tipo de espada chinesa quanto à pratica de diversas sequências de treinamento com esta espada segundo os princípios do tai chi chuan. Em wushu e escolas tradicionais de artes marciais chinesas externas, o "método" ou "arte" da espada é também denominado jianfa (劍法, pinyin: jiàn fǎ).
A "jian" tem lâmina afiada em formato de diamante, mais espessa no centro, afinando até os gumes da espada. Enquanto o sabre chinês (刀, pinyin: dāo) tem corte apenas em um lado, esta espada tem corte nos dois lados da lâmina. Apesar disto, normalmente é usada em golpes de perfuração, aproveitando sua afiada ponta. Os golpes de corte são uma função secundária.
Pendurado no ponto extremo da empunhadura da espada, normalmente são colocados pingentes de crina de cavalo ou fios vermelhos ou amarelos. O vermelho é associado ao treino marcial e o amarelo à prática como um treino do espiritual. Em combate, o pingente pode ser utilizado para distrair ou mesmo chicotear o adversário.

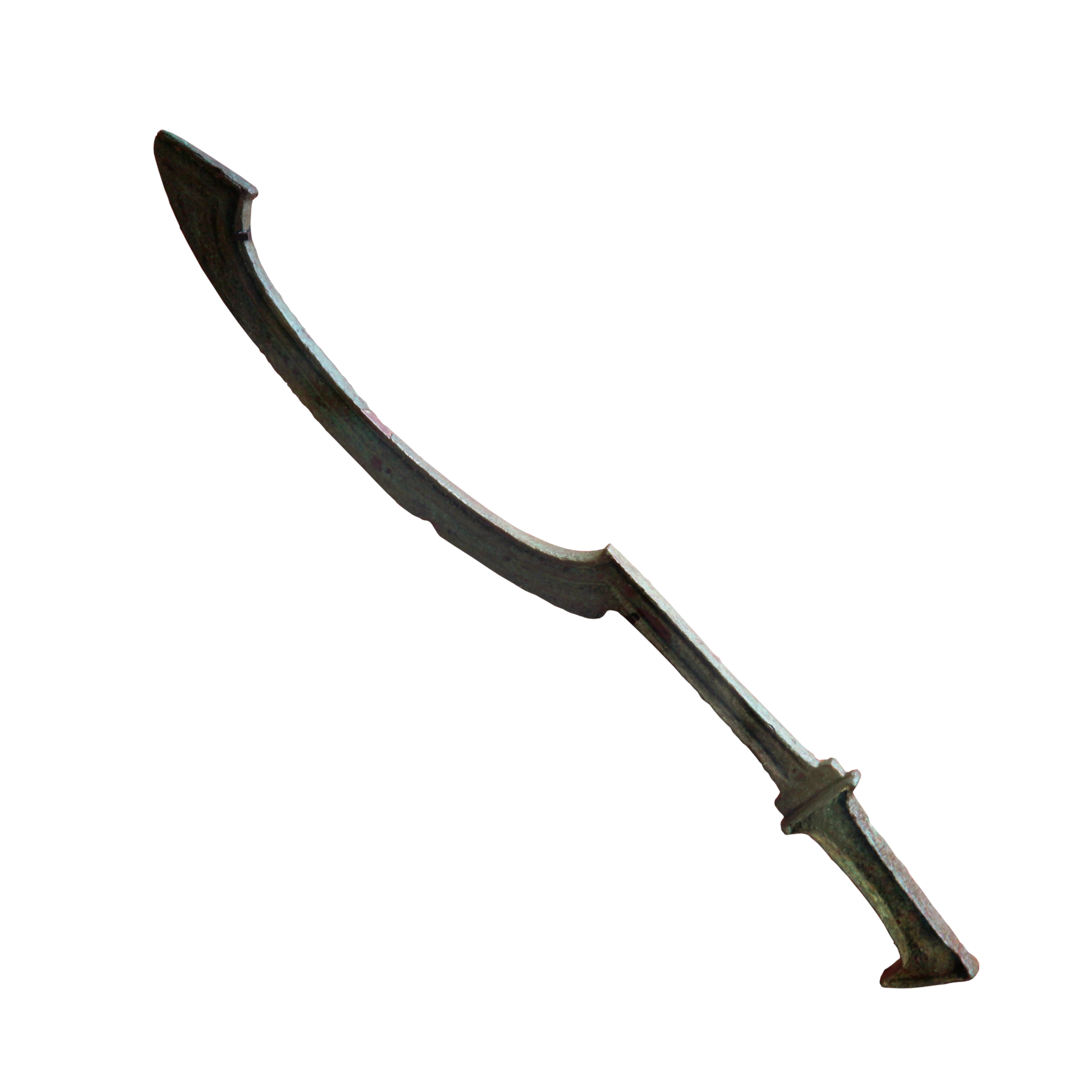

### Khopesh
O khopesh (ḫpš; também vocalizado khepesh) é uma espada-foice egípcia que evoluiu a partir de machados de batalha.
Um khopesh típico tem 50–60 cm de comprimento, embora também existam exemplos menores. A curva interna da arma pode ser usada para prender o braço de um oponente ou puxar o escudo do oponente para fora do caminho. A representação mais antiga conhecida de um khopesh é da Estela dos Abutres, representando o Rei Eannatum de Lagash empunhando a arma; isso daria o khopesh em pelo menos 2500 aC
A palavra khopesh pode ter derivado de "perna", como em "perna de boi", devido à sua semelhança na forma. O hieróglifo para ḫpš ('perna') é encontrado já na época dos textos do caixão (o primeiro período intermediário)